# KLP48
KLP48(케이엘피포티에이트)는 말레이시아의 쿠알라룸푸르를 중심으로 활동 중인 여성 아이돌 그룹이다.

## 개요
AKB48의 자매 그룹의 하나이다. 종합 프로듀스는 AKB48와 함께 아키모토 야스시가 맡았다. 그룹명의 유래는 쿠알라룸푸르(Kuala LumPur). 그룹 색상은 초록. 
2024년 1월 1일, 말레이시아 쿠알라룸푸르를 거점으로 한 신그룹을 발족했다.
동년 3월 17일, 요코하마 피아 아레나 MM에서 행해진 「AKB48 봄 콘서트 2024 in 피아 아레나 MM 낮의 부 ~미래가 눈에 시리다~」를 개최해, AKB48 멤버 중 쿄텐 유리나, 쿠로스 하루카, 야마네 스즈하의 3명이 1기생으로서 그룹을 이적하는 것이 발표되었다.
동년 3월 18일, STU48 멤버 중 카이 코코아가 1기생으로서 그룹을 이적하는 것이 발표되었다.
본격적인 활동은 8월부터 한다고 공고를 했고 일본 여성 아이돌인 AKB48의 교텐 유리나, 쿠로스 하루카, 야마네 스즈하, AKB48의 자매그룹인 STU48의 카이 코코아는 6월경 본래 소속돼 있던 그룹에서 KLP48로 이동하는 것으로 공고로 통해서 발표가 되었다.
동년 5월 18일, 전 SKE48의 마츠이 쥬리나가 KLP48의 플레잉 매니저 취임이 발표되었으나, 7월 11일 논의 결과 무산되었음이 알려졌다.

## 멤버

### 1기생
- 교텐 유리나 (Yurina Gyoten)-AKB48졸업생/일본인
- 야마네 스즈하 (Suzuha Yamane)-AKB48졸업생/일본인
- 쿠로스 하루카 (Haruka Kurosu)-AKB48졸업생/일본인
- 카이 코코아 (Kokoa Kai)-STU48졸업생/일본인
- 마데 데비 라니타 닝타라 (Md Devi Ranita Ningtara)
- 후이샨 (Foo Yi Shyan) - KLP48 캡틴
- 미레유 친 이 링 (Mireille Chin Yi Ling)
- 엘리 아만다 웡 (Elley Amanda Wong)
- 살와 수난다 (Salwa Sunanda)
- 안 드레아 테이 (Ann Drea Tey)
- 탄지통 (Tan Zi Tong)
- 셴후우야 (Shuen Hiu Yau)
- 엘리번 티파니 티챠아나 도날딘 (Elyvone Tiffany Ticha Anak Donaldin)

## 디스코그래피

### 싱글
| 매                          | 발매일                      | 타이틀                      | 발매 형태                   | 레코드 No:                  | 비고                        |                             |
| 소니 뮤직 말레이시아 레이블 | 소니 뮤직 말레이시아 레이블 | 소니 뮤직 말레이시아 레이블 | 소니 뮤직 말레이시아 레이블 | 소니 뮤직 말레이시아 레이블 | 소니 뮤직 말레이시아 레이블 | 소니 뮤직 말레이시아 레이블 |
| --------------------------- | --------------------------- | --------------------------- | --------------------------- | --------------------------- | --------------------------- | --------------------------- |
| 1                           | 2024년 8월 16일             | Heavy Rotation              | Digital Download            |                             |                             |                             |
| 2                           | 2025년 4월 18일             | Alasanku Maybe              | Digital Download            |                             |                             |                             |

## 같이 보기
일본 자매 그룹
- AKB48
- SKE48
- NMB48
- HKT48
- NGT48
- STU48

일본 해외 자매 그룹
- JKT48
- BNK48
- MNL48
- AKB48 Team SH
- AKB48 Team TP
- SGO48
- CGM48
- DEL48
- MUB48